# چک (شهرستان بادکند)
چک (به لاتین: Chek) یک روستا در قرقیزستان است که در استان بادکند واقع شده‌است. چک ۵٬۰۵۹ نفر جمعیت دارد.